# Jerry Vandam
Jerry Vandam (Rijsel, 8 december 1988) is een Franse voetballer (verdediger) die tot juni 2015 voor Waasland-Beveren uitkwam. Hij speelde ook voor de jeugdteams van Lille. In het seizoen 2011-2012 werd Vandam uitgeleend aan de Franse eersteklasser SM Caen. Op 27 januari 2013 tekende hij een contract voor 3,5 jaar bij KV Mechelen.
Met Lille werd hij landskampioen in 2011. Datzelfde jaar won Lille ook de Coupe de France.

## Statistieken
| Seizoen         | Club                    | Competitie             | Competitie | Competitie | Play-offs | Play-offs | Beker | Beker | Europa | Europa | Totaal | Totaal |
| Seizoen         | Club                    | Competitie             | Wed.       | Dlp.       | Wed.      | Dlp.      | Wed.  | Dlp.  | Wed.   | Dlp.   | Wed.   | Dlp.   |
| --------------- | ----------------------- | ---------------------- | ---------- | ---------- | --------- | --------- | ----- | ----- | ------ | ------ | ------ | ------ |
| 2007-08         | Lille OSC               | Ligue 1                | 1          | 0          | —         | —         | 0     | 0     | 0      | 0      | 1      | 0      |
| 2008-09         | Lille OSC               | Ligue 1                | 2          | 0          | —         | —         | 0     | 0     | 0      | 0      | 2      | 0      |
| 2009-10         | Lille OSC               | Ligue 1                | 8          | 0          | —         | —         | 1     | 0     | 7      | 0      | 16     | 0      |
| 2010-11         | Lille OSC               | Ligue 1                | 2          | 0          | —         | —         | 0     | 0     | 4      | 0      | 6      | 0      |
| 2011-12         | → SM Caen               | Ligue 1                | 36         | 1          | —         | —         | 3     | 0     | —      | —      | 39     | 1      |
| 2012-13         | Lille OSC               | Ligue 1                | 0          | 0          | —         | —         | 0     | 0     | 0      | 0      | 0      | 0      |
| 2012-13         | KV Mechelen             | Jupiler Pro League     | 5          | 0          | 1         | 0         | 0     | 0     | —      | —      | 6      | 0      |
| 2013-14         | KV Mechelen             | Jupiler Pro League     | 23         | 0          | 5         | 0         | 2     | 0     | —      | —      | 30     | 0      |
| 2014-15         | KV Mechelen             | Jupiler Pro League     | 4          | 0          | 0         | 0         | 1     | 0     | —      | —      | 5      | 0      |
| 2014-15         | Waasland-Beveren        | Jupiler Pro League     | 4          | 0          | 6         | 0         | 0     | 0     | —      | —      | 10     | 0      |
| 2015-16         | Ischia Isolaverde       | Lega Pro               | 5          | 0          | —         | —         | 0     | 0     | —      | —      | 5      | 0      |
| 2016-17         | USL Dunkerque           | Championnat National   | 4          | 0          | —         | —         | 0     | 0     | —      | —      | 4      | 0      |
| 2017-18         | Le Puy Foot 43 Auvergne | Championnat National 2 | 18         | 0          | —         | —         | 1     | 0     | —      | —      | 19     | 0      |
| 2018-19         | Le Puy Foot 43 Auvergne | Championnat National 2 | 29         | 1          | —         | —         | 2     | 1     | —      | —      | 31     | 2      |
| 2019-20         | Le Puy Foot 43 Auvergne | Championnat National 2 | 24         | 1          | —         | —         | 3     | 0     | —      | —      | 27     | 1      |
| Carrière totaal | Carrière totaal         | Carrière totaal        | 165        | 3          | 12        | 0         | 13    | 1     | 11     | 0      | 201    | 4      |